# Голубые города (фильм)
«Голубы́е города́» — телевизионный цветной фильм-концерт на музыку Андрея Петрова, созданный режиссёром Александром Белинским в 1985 году.

## О фильме
Идея снять фильм-концерт с песнями Андрея Петрова пришла в голову его другу режиссёру Александру Белинскому. Белинский более всего любил вальсы Петрова, сравнивая композитора с Сергеем Прокофьевым и Дмитрием Шостаковичем, поэтому включил в фильм композицию из фильма «Берегись автомобиля». Для степа и танго из фильма «Зайчик» были поставлены танцевальные номера. Песни были записаны с оркестром, но имена исполнителей держали в тайне от Петрова. Лишь на первой репетиции он увидел в студии Кирилла Лаврова, Николая Караченцова, Людмилу Сенчину, Эдиту Пьеху, Нани Брегвадзе .
Сам Александр Александрович Белинский охарактеризовал свою работу, как «мелодический пир», назвав Андрея Петрова «верным рыцарем мелодии, как основы музыкального сочинения».
Премьера телефильма состоялась 10 февраля 1985 года на Ленинградском телевидении.

## Сюжет
Артист Кирилл Лавров начинает фильм задушевным рассказом о творчестве своего друга композитора Андрея Петрова и, завершая рассказ, Кирилл Лавров поёт популярную песню «Голубые города» в сопровождении Эстрадно-симфонического оркестра Ленинградского комитета по телевидению и радиовещанию имени В. Соловьёва-Седого под руководством дирижёра Станислава Горковенко. После выступления Кирилла Лаврова звучат песни А. Петрова в исполнении Николая Караченцова, Людмилы Сенчиной, Эдиты Пьехи, Нани Брегвадзе, Ирины Понаровской, Эдуарда Хиля, Михаила Боярского и дуэта Михаила Боярского с Ириной Муравьёвой. Песни и мелодии Андрея Петрова звучат в популярных в те годы кинофильмах: Укрощение огня, Человек-Амфибия, Берегись автомобиля, Я шагаю по Москве, Путь к причалу, Зайчик, О бедном гусаре замолвите слово, Служебный роман, «Жестокий романс» и других. В финальной части телефильма Кирилл Лавров, положив сигарету, задумчиво и задушевно насвистывает мелодию Андрея Петрова а затем исполняет популярную Песню о друге из кинофильма Путь к причалу. В эпизодах исполнены танцевальные номера в хореографии Гали Абайдулова на музыку композитора Андрея Петрова. В финальной сцене фильма Эдита Пьеха и Михаил Боярский раздают автографы поклонникам, а сам композитор, Андрей Павлович Петров молчаливо наблюдает, ведь всё уже сказано его музыкой...

## В ролях
| Актёр              | Роль                         |
| ------------------ | ---------------------------- |
| Кирилл Лавров      | Главная роль, ведущий, певец |
| Михаил Боярский    | певец                        |
| Нани Брегвадзе     | певица                       |
| Николай Караченцов | певец                        |
| Ирина Муравьёва    | певица                       |
| Ирина Понаровская  | певица                       |
| Эдита Пьеха        | певица                       |
| Людмила Сенчина    | певица                       |
| Евгения Симонова   | Камео                        |
| Елена Соловей      | Камео                        |
| Эдуард Хиль        | певец                        |

В эпизодах снимались танцоры: Гали Абайдулов, Андрей Босов и др.

## Создатели фильма
- Режиссёр — Александр Белинский
- Оператор — Роман Черняк
- Художник — Николай Субботин
- Композитор — Андрей Петров
- Эстрадно-симфонический оркестр Ленинградского комитета по телевидению и радиовещанию имени В. Соловьёва-Седого. Музыкальный руководитель и дирижёр Станислав Горковенко

Производство киностудии «Лентелефильм», 1985.

### Песни на стихи
- Беллы Ахмадулиной
- Юрия Берга
- Алексея Будищева
- Юлии Друниной
- Евгения Евтушенко
- Льва Куклина
- А. Масленникова
- Григория Поженяна
- Эльдара Рязанова
- Кима Рыжова
- Соломона Фогельсона
- Марины Цветаевой
- Геннадия Шпаликова